# Acilius confusus
Acilius confusus là một loài bọ cánh cứng trong họ Bọ nước. Loài này được Bergsten miêu tả khoa học năm 2006.